# Saturnus
Saturnus — группа из Дании, играющая в стиле мелодичный дэт-дум метал с элементами готик-метала.

## История
Saturnus выпустили пять номерных альбомов: Paradise Belongs To You, Martyre, Veronika Decides To Die (такое название альбома навеяно одноимённым романом Пауло Коэльо «Вероника решает умереть»), Saturn In Ascension, The Storm Within, а также EP For The Loveless Lonely Nights.

## Участники группы
- Thomas Akim Grønbæk Jensen — vocals (с 1993 года)
- Brian Pomykala Hansen — Bass (1993—1999, с 2007 года)
- Henrik Glass — drums (2001—2003, с 2010 года)

### Бывшие участники
Гитаристы:
- Christian Brenner (1993)
- Kim Sindahl (1993)
- Mikkel Andersen (1993—1995)
- Morten Skrubbeltrang (1997—1998)
- Jens Lee (ex-Corpus Mortale (1994—1995)
- Kim Larsen (Of the Wand and the Moon, The Loveless, Black Wreath) (1995—1999)
- Peter Erecius Poulsen (1998—2009)
- Tais Pedersen (2000—2009)
- Rune Stiassny (2008 (live session), 2009—2019)
- Martin Steene — ритм-гитара (2017—2019)

Барабанщики:
- Pouli Choir (1993)
- Henrik Glass (2001—2003)
- Jesper Saltoft (1993—1999)
- Morten Plenge (2000—2001)
- Nikolaj Borg (2004—2009)

Бас-гитаристы:
- Peter Heede (2000—2001)
- Lennart Jacobsen (2001—2007)

Клавишники:
- Anders Ro Nielsen (1993—2009)

### Приглашенные участники
- Laurie Ann Haus (Autumn Tears), принимала участие в записи Saturn In Ascension

## Дискография

### Альбомы
- Paradise Belongs to You (1996)
- Martyre (1999)
- Veronika Decides to Die (2006)
- Saturn In Ascension (2012)
- The Storm Within (2023)

### EP
- For the Loveless Lonely Nights (1998)

### Демо
- Demo 1994 (1994)
- Paradise Belongs to You (advance tape) (1996)
- Rehearsal studio tracks 1999 (1999)
- Rehearsal studio tracks 2004 (2004)